# Gastein Ladies 2008
Il Gastein Ladies 2008 è stato un torneo di tennis giocato sulla terra rossa. È stata la 2ª edizione del Gastein Ladies, che fa parte della categoria Tier III nell'ambito del WTA Tour 2008. Si è giocato a Bad Gastein in Austria,dal 14 al 20 luglio 2008.

## Campioni

### Singolare
Pauline Parmentier ha battuto in finale  Lucie Hradecká con il punteggio di 6–4, 6–4

### Doppio
Andrea Hlaváčková /  Lucie Hradecká hanno battuto in finale  Sesil Karatančeva /  Natasa Zorić con il punteggio di 6–3, 6–3